# Lauretta Masiero

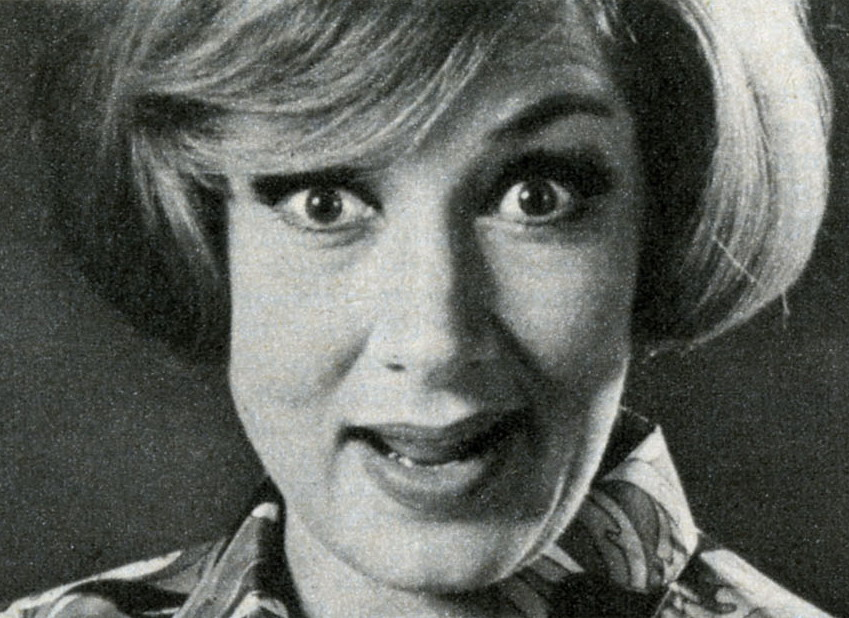
Lauretta Masiero in 1965

Lauretta Masiero (Venetië, 25 oktober 1927 – Rome, 23 maart 2010) was een Italiaans actrice.
Masiero debuteerde in het variété als balletdanseres in de shows van Wanda Osiris en van Macario. Vervolgens werd zij actrice en speelde mee in talrijke speelfilms en televisieseries zoals Le avventure di Laura Storm (1965-1966). Masiero was ook presentatrice van de liedjeswedstrijd "Canzonissima" (1960). Haar partner was Johnny Dorelli, met wie zij een zoon had, de acteur Gianluca Guidi.
Masiero overleed op 82-jarige leeftijd. Ze leed al lange tijd aan de ziekte van Alzheimer en was daarom al jaren eerder met acteren gestopt.
- Bibliothèque nationale de France: cb14204243v (data)
- Gemeinsame Normdatei: 1336857544
- International Standard Name Identifier: 0000 0000 7732 3642
- Library of Congress Control Number: no2009067302
- Istituto Centrale per il Catalogo Unico: RAVV351001
- Virtual International Authority File: 88463696
- WorldCat: E39PBJjdbvWhYMgqR9ykRftBT3